# Jardins de Mécène
Les jardins de Mécène (en latin : Horti Maecenatis) sont aménagés dans le luxueux domaine romain antique de Mécène, ami et conseiller politique d'Auguste. La propriété a été parmi les premières en Italie à imiter le style des jardins persans. Ils se situent sur la colline de l'Esquilin, au sommet de l'agger de la muraille Servienne et la nécropole attenante, près des jardins de Lamia. L'emplacement correspond à peu près au coin sud-ouest de l'actuelle piazza Vittorio Emanuele II. 

## Localisation
Leur localisation n'est pas connue avec précision, les sources littéraires antiques étant trop évasives à ce sujet. On ne sait pas si les jardins sont aménagés des deux côtés de la muraille Servienne, au nord ou au sud de la Porte Esquiline. Si on se fie aux endroits où ont été retrouvées des œuvres d'art ayant probablement orné les jardins, ceux-ci devaient certainement s'étendre au nord de la Via Tiburtina, des deux côtés de la muraille Servienne,, bordé à l'est par les jardins de Lamia.
À l'époque républicaine romaine, l'Esquilin oriental à l'extérieur de la muraille Servienne est un cimetière avec des fosses à ciel ouvert (puticuli) pour les pauvres. La porte Esquiline était l'endroit où les criminels étaient exécutés et leurs corps laissés aux charognards. Vers 40 av. J.-C., la réforme des cimetières publics fut promue par Mécène, l'ami et plus tard ministre d'Auguste, et commencée sous son règne. En 38 av. J.-C., le Sénat romain interdit la crémation des cadavres en plein air dans un rayon de 2 milles autour de la ville. La phase originale du jardin a été construite à la fin des années 30 av. J.-C. (l'utilisation de briques d'opus reticulatum est à la base de cette datation), réalisée en enterrant tout le quartier le long de l'Agger de Servius Tullius sous 6 à 8 m de terre et en créant des jardins luxueux au-dessus.
De nombreuses fosses funéraires de l'ancienne nécropole, attestées antérieures aux jardins, ont été trouvées près de l'angle nord-ouest de la Piazza Vittorio Emanuele, c'est-à-dire à l'extérieur de la porta Esquilina et de la muraille Servienne, et au nord de la via Tiburtina. Le horti s'étendait probablement au nord de cette porte et de cette route des deux côtés de l'agger.

## Histoire

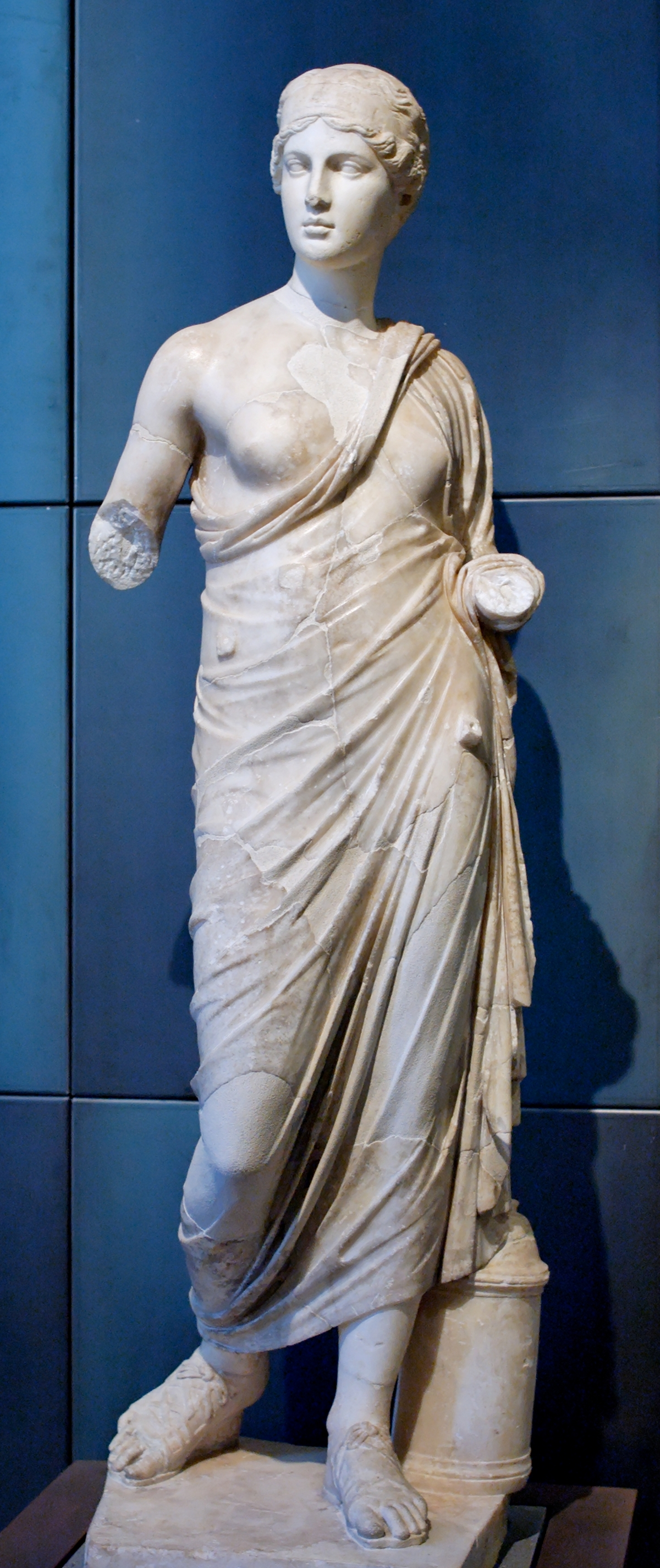
Hygie des jardins de Mécène, musées du Capitole

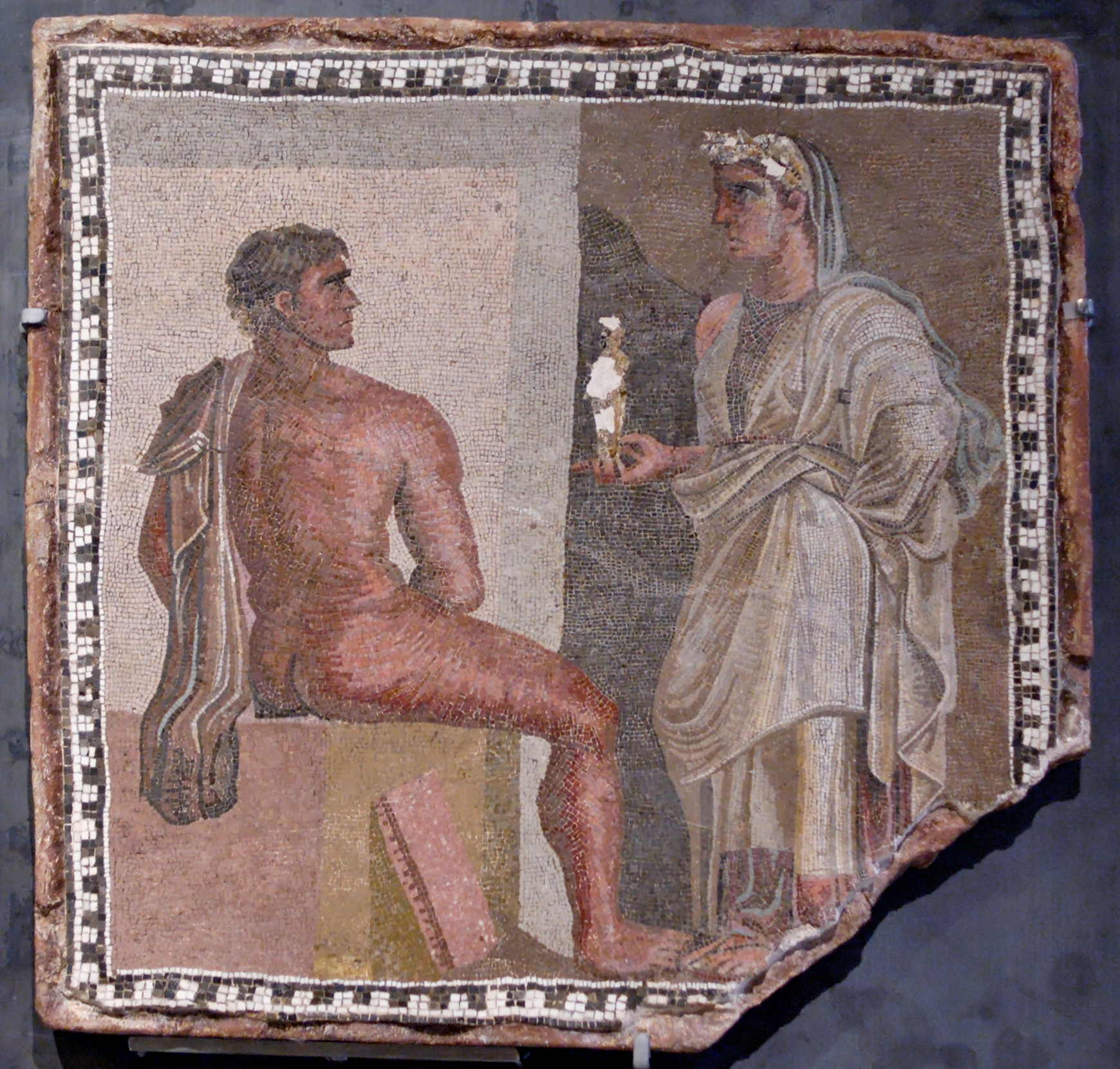
Mosaïque d'Oreste et d'Iphigénie des jardins de Mécène, musées du Capitole.

Entre 42 et 35 av. J.-C., le riche Mécène fait construire sa villa et ses jardins sur l'Esquilin, réaménageant une zone occupée par une nécropole archaïque comme nous l'apprend Horace : 

« Auparavant, les cadavres que rejetaient les étroites cellules étaient mis par quelque compagnon d'esclavage dans une bière grossière pour être portés ici ; [...]  Maintenant il est permis d'habiter les Esquilies devenues saines et de se promener sur le rempart ensoleillé, où naguère on n'avait que le triste spectacle d'un champ déparé par des ossements blanchis. »

— Horace (traduction de F. Villeneuve), Saturae, I, 8, 8-16
La zone de l'ancienne nécropole fut recouverte d'une couche de terre épaisse, qui permit de transformer un endroit malfamé en un lieu résidentiel prestigieux. Le souvenir de l'ancienne nécropole n'est pas tout à fait effacé et Mécène fait dresser des stèles funéraires dans un coin de ses jardins.
Auguste préférait rester dans les jardins de son ami chaque fois qu'il tombait malade. Lorsque Mécène meurt en 8 av. J.-C., il laisse les jardins à Auguste dans son testament ; ils devinrent propriété impériale. Tibère s'y installe après son retour à Rome en 2 apr. J.-C..
Néron relie la villa qui se trouve à cheval des murailles de Servius Tullius, qui ne sont sans doute plus nécessaires pour la défense de la ville, au mont Palatin par l'intermédiaire de sa Domus Transitoria, constituant une sorte de continuation de l'étendue territoriale immense occupée par la Domus aurea . Il observe le Grand incendie de Rome de 64 depuis la turris Maecenatiana, tour située à l'endroit le plus élevé des jardins, mentionnée par Horace (molem propinquam nubibus arduis) : ce turris pourrait être le molem propinquam nubibus arduis (« le tas, parmi les nuages ») mentionné par Horace.
Vers la fin de la dynastie des Julio-Claudiens, Sénèque combat l'héritage de Mécène à travers le prisme de la philosophie stoïcienne méprisant la décadence. Il déclare que le mélange immersif d'art, de nature et d'eau des jardins permettait à Mécène de « divertir son esprit inquiet avec le bruit des eaux ondulantes ». Cette perception négative des jardins comme une retraite d'ermite faible est enracinée dans une mise en accusation de l'effémination globale, de l'illibéralisme et de l'ivresse de la classe et du temps qu'ils symbolisent. La manipulation sensorielle et la distraction, à l'échelle du jardin ou du patronage de Mécène à l'intérieur, signifient une perte de contrôle incompatible avec les objectifs patriarcaux appropriés.
Le consul, professeur de rhétorique et tuteur de Marc Aurèle et Lucius Verus, Fronton achète les jardins au milieu du IIe siècle. En plus de sa correspondance survivante avec Marc Aurèle, qui se vante d'un lien spécial avec Horace forgé en possédant la terre de Mécène, neuf fistules en plomb portant son nom ont été trouvées à côté du soi-disant auditorium. La domus Frontoniana mentionnée dans un guide topographique de Rome par Magister Gregorius au XIIe siècle s'y réfère peut-être,.

## Fouilles archéologiques
Rodolfo Lanciani a rendu compte des découvertes faites pendant le Risorgimento, lors du développement fébrile de Rome en une capitale urbaine et du nouveau quartier de l'Esquilin en 1874. Les vestiges de l'auditorium sont mis au jour en mars 1874 lors des fouilles menées par R. Lanciani (comme indiqué sur la carte 23 de Lanciani). Ils demeurent à ce jour la seule preuve tangible de l'existence de la villa de Mécène. D'autres structures attribuables au secteur résidentiel de la villa de Mécène ont été retrouvées sous le nouveau quartier de l'Esquilin dans une zone dégagée entre 1876 et 1880. Cependant, certains vestiges attenants ont été peu décrits et rapidement détruits. L'archéologie devait être extrêmement complexe car les fouilles ont fait état de plusieurs niveaux de bâtiments. Ceux situés plus haut dans la maçonnerie correspondaient peut-être à un établissement thermal du IIIe siècle. Dans les couches plus profondes se trouvaient des murs d'opus reticulatum attribuables à l'époque de Mécène.
Les bâtiments à l'extérieur des voûtes des salles les plus anciennes ont réutilisé des sculptures appartenant vraisemblablement à la décoration de l'horti comme matériau de construction. On y a trouvé, entre autres, la belle statue de Marsyas en marbre pavonazzetto, la statue de la muse Érato, la statue d'un chien d'Égypte et une splendide statue de Déméter. Par ailleurs Lanciani signale « plusieurs torses de faunes et de Vénus, un vase à fleurs travaillé en forme de puteal et orné de lierre et de fleurs ; un autel brisé (...), le dessous d'un groupe d'un héros et d'un femme drapée; sept hermes de Bacchus indien, philosophes, athlètes... ». Outre les sculptures, il y avait aussi de nombreuses mosaïques, dont celles en opus vermiculatum montées sur des carreaux, utilisées comme emblème central des sols précieux.
Un dernier ensemble de pièces a été trouvé en 1914 à l'intersection des actuelles via Merulana et via Mecenate lors des travaux de construction du teatro Bracciano, comprenant à la fois des structures de réticulatum et des murs de briques, à quelques mètres de l'Auditorium de Mécène. Une carte des trouvailles illustre une situation archéologique cohérente attribuable, au moins en partie, à la disposition originelle d'un secteur de l'horti.

Plan des vestiges mis au jour en 1914.

## Caractéristiques

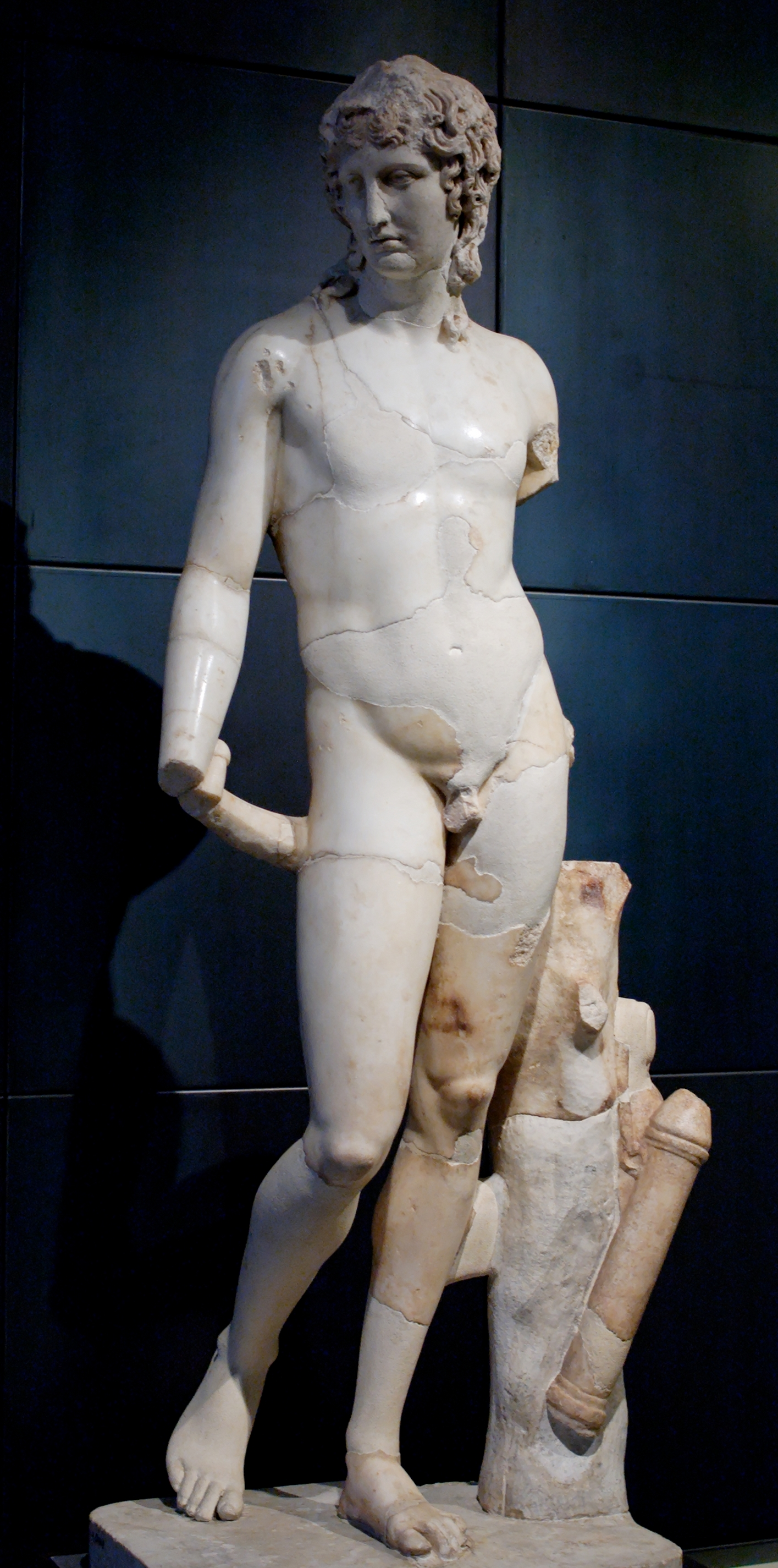
Eros Thanatos, musées du Capitole.

Le terme latin universel pour les jardins, horti, est un abus de langage, car dans l'Antiquité, il se référait généralement aux villas de luxe à la périphérie de Rome, ainsi nommées pour leur végétation particulièrement importante et leur éloignement urbain. Le complexe rustique mais holistique semble avoir comporté des bibliothèques, des pavillons, des terrains d'équitation, des bains, une volière et d'autres lieux consacrés à la culture comme probablement l'auditorium de Mécène. Chaque partie des jardins était visuellement et physiquement accessible par des terrasses et des portiques successifs. Mécène serait le premier à Rome à avoir construit des bains d'eau chaude,, qui devaient se trouver dans ses /jardins. 
L'aqueduc de l'Aqua Marcia, un aqueduc essentiel pour la ville, fournissait de l'eau de haute qualité directement devant la propriété, faisant du terrain un endroit unique, l'un des premiers jardins romains privé emblématique.
Les poètes latins influents parrainés par Mécène ont consigné quelques observations directes de ses jardins. Properce mentionne que Mécène « a préféré un chêne ombragé et des eaux qui tombent et quelques acres fiables de sol fructueux. ». Dans son ode à Mécène, son proche associé Horace met l'accent sur l'élévation du domaine du jardin sur l'étendue de Rome, symbole ultime de la semi-retraite détachée mais estimée de son ami, passée à conseiller étroitement Auguste.

## Auditorium de Mécène
La salle de la fin de l'époque républicaine conservée sur le terrain de l'horti, appelée « auditorium de Mécène » à l'époque moderne, était très probablement un triclinium, fonctionnant comme une salle de banquet privée attachée à des quartiers résidentiels. La structure a été construite directement au-dessus de l'agger, dans la muraille Servienne, car la ville était depuis longtemps devenue trop grande pour les fortifications défensives. Les vers d'Horace en attestent lorsqu'il parle « d'une promenade sur le rempart ensoleillé ».
Il a été à tort identifié au XIXe siècle comme une salle destinée à des représentations littéraires ou musicales en public. En fait, le bâtiment est à semi-enterré et est équipé d'un système de circulation d'eau froide qui permet de maintenir une température fraîche à l'intérieur. Il s'agit donc plus vraisemblablement d'un triclinium estival décoré de fresques végétales, de petites sculptures et de fontaines. La longue salle rectangulaire était coupée en deux par un canal d'eau. La salle se terminait par sept marches monumentalisées revêtues de marbre dans une abside semi-circulaire. Des trous de forage, pouvant accueillir des tuyaux, indiquent qu'il s'agit de l'installation en cascade d'une fontaine. L'eau acheminée par les conduits devait être apparente, formant des canaux qui parcouraient l'ensemble de la pièce. L'intérieur de la pièce était doublement isolé, avec une ancienne rampe conduisant les visiteurs à un niveau souterrain.

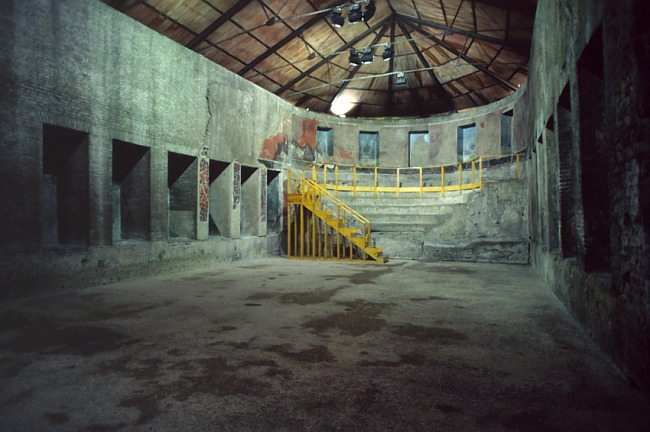
Intérieur de l'auditorium.

Le bâtiment est long de 24,1 mètres et large de 10,6 mètres, prolongé d'un côté par une abside. Il a été construit en même temps que la villa, vers 30 av. J.-C.. Le mur intérieur arbore dix-sept niches, cinq le long de l'abside et six de chaque côté, décorées de fresques naturalistes représentant des paysages et des jardins, datant de la première décennie du Ier siècle, à l'époque où les jardins deviennent propriété impériale, donnant à l'édifice une allure de petit parc souterrain. Cependant, leur corrélation avec le troisième style pompéien de la peinture romaine fait de cette décoration un produit probable de rénovations ultérieures effectuées par Tibère. Les motifs de peinture évoquant les mystères dionysiaques, tels que les scènes de procession ivres avec thyrsi et ménades proéminents, correspondent à la fascination impériale précoce pour les rites d'initiation au culte. Sous les cinq niches sont installées sept marches semi-circulaires épousant la forme du mur du fond, de sorte qu'elles donnent à l'ensemble l'apparence des gradins d'un petit théâtre. 

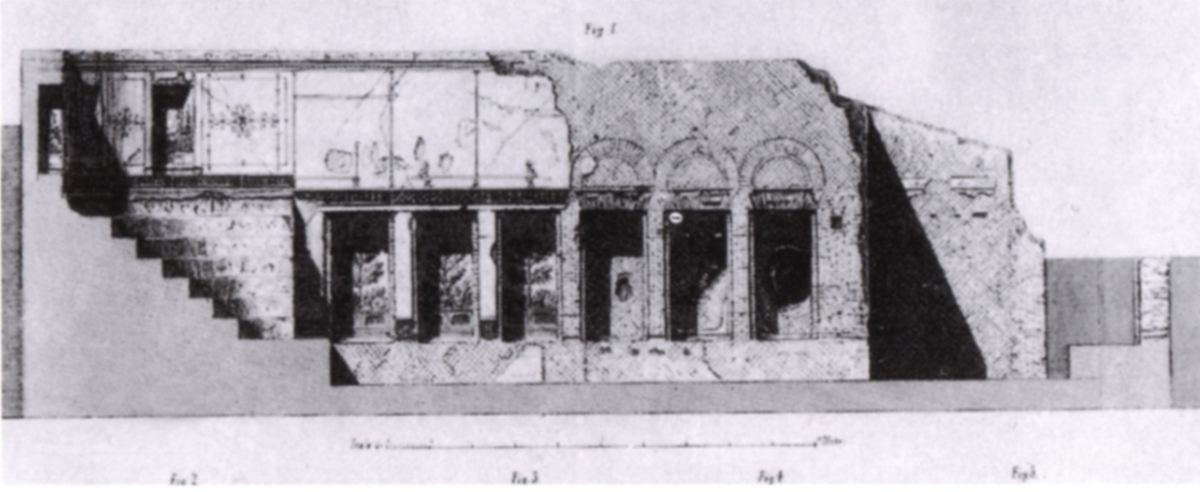
Coupe d'une reconstitution de l'auditorium.
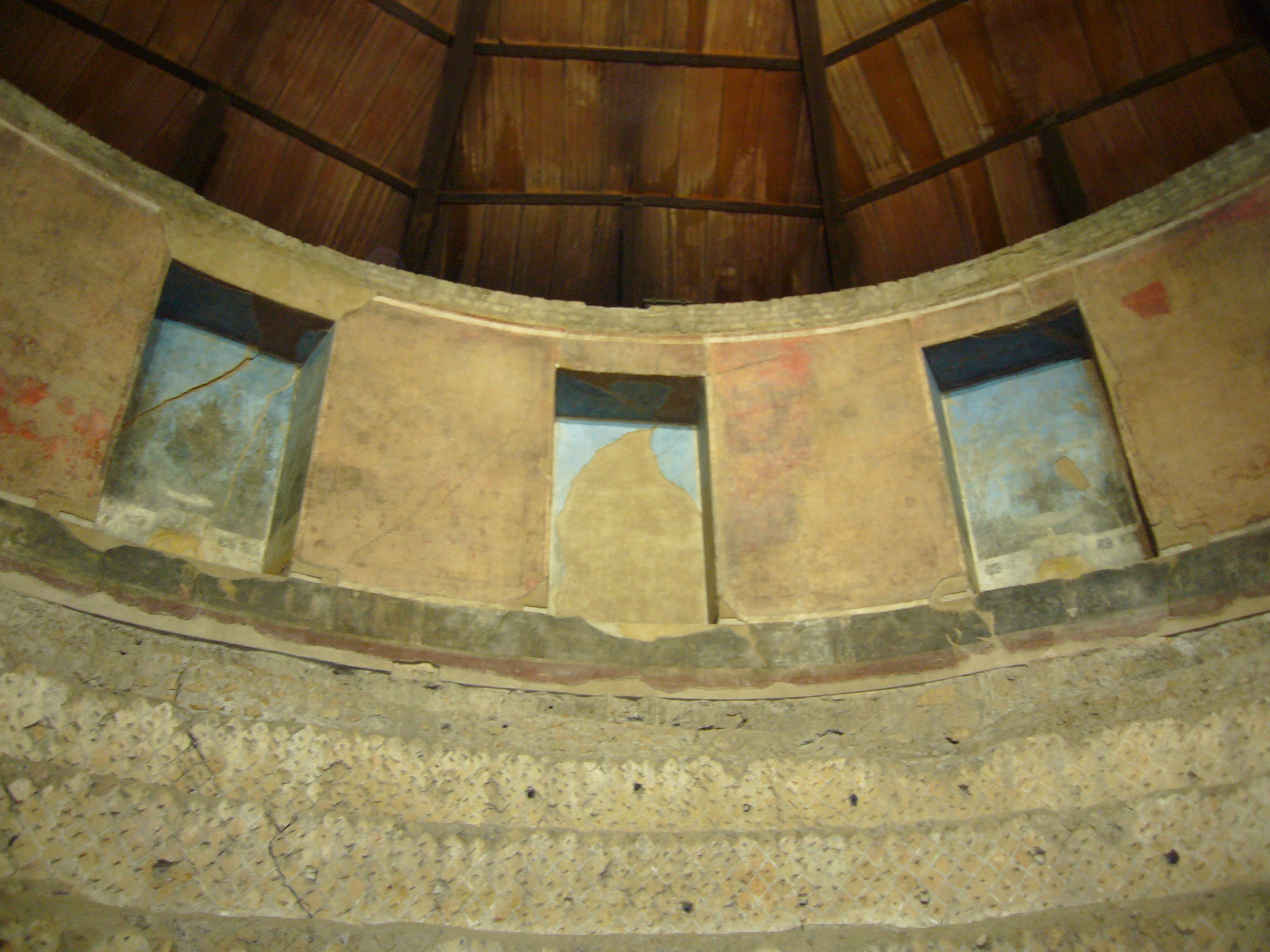
Détail de l'abside.
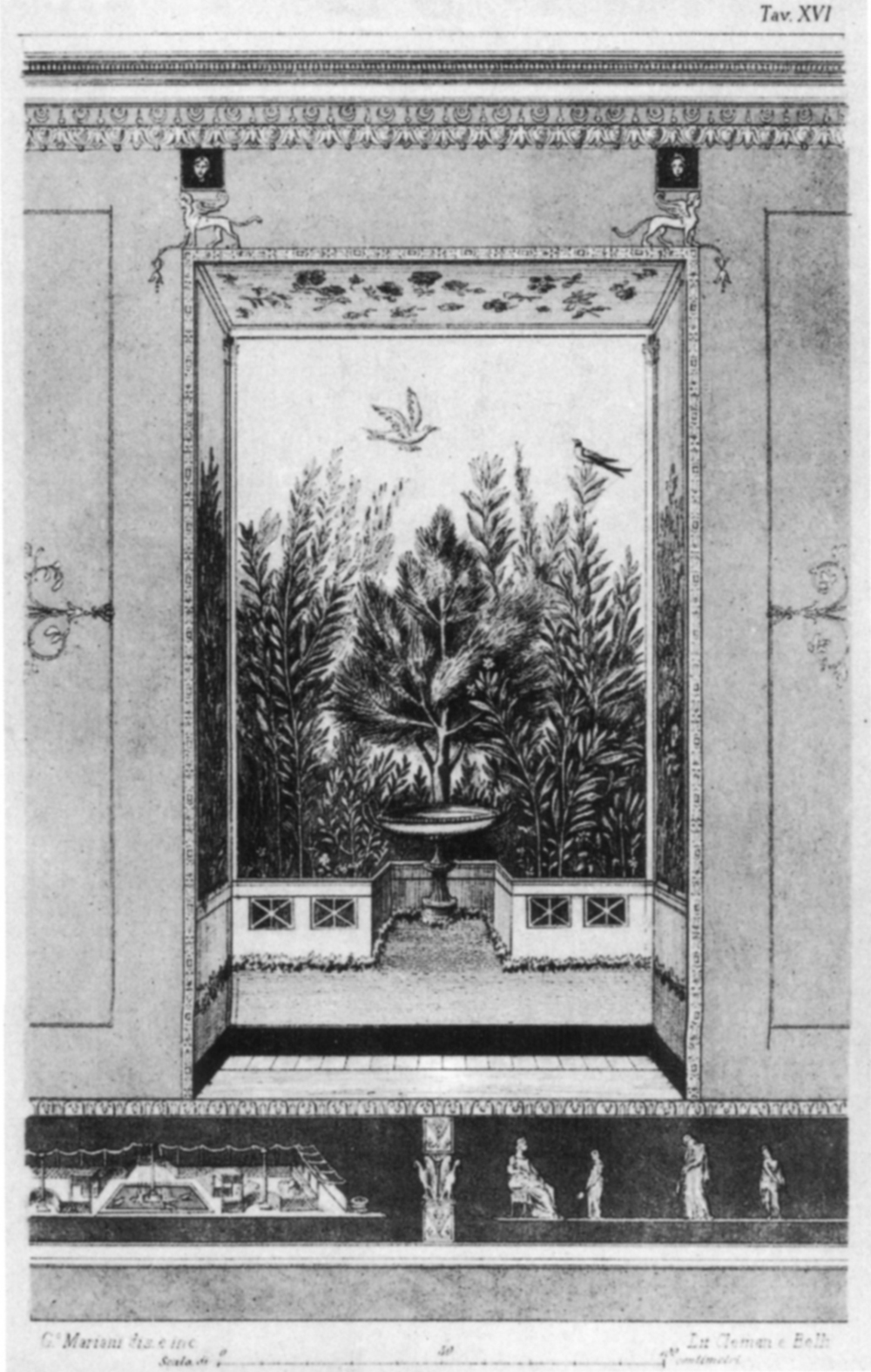
Reconstitution des fresques décorant les niches latérales.

Les fonctions de la salle en tant que salle de récitation de type ekklesiasterion et triclinium somptueusement décoré n'étaient pas mutuellement exclusives, mais auraient pu faire l'objet d'une conversion saisonnière. Des canapés auraient été placés au milieu de la salle, peut-être face à une représentation au bout du transept.
Les preuves du contexte social et chronologique du bâtiment comprennent une épigramme érotique du poète grec Callimaque de Cyrène, peinte sur le mur intérieur, qui supplie un amant masculin de pardonner la mauvaise conduite causée par la luxure et le vin. Un précédent hellénistique visuellement proéminent a renforcé l'émotivité individualiste et l'expérimentation pleine d'esprit appréciées par les écrivains néotériques et élégiaques augustans qui auraient fréquenté Mécène, renommé pour sa culture. Une adaptation latine du même poème apparaît dans les œuvres de Properce, qui a certainement passé beaucoup de temps sur le domaine.
Le mur d'enceinte du côté sud-est est un ajout post-excavation. Dans sa forme antique, la salle semble avoir été théâtralement ouverte sur la ville en contrebas. L'exposition panoramique à la fois sur les monts Albains et les quartiers environnants permettait aux occupants de voir tout en étant eux-mêmes vus.

## Œuvres d'art
Il est problématique de reconstruire les décorations de cette résidence car la plupart des statues qui ont émergé pendant les fouilles avaient été réemployées comme matériaux de bâtiment dans des murs à l'époque du Bas-Empire romain ou du haut Moyen Âge. La série d'hermès avec des portraits attribuables aux personnages de l'entourage de Mécène, aujourd'hui exposés dans la salle VI des horti de Mécène du palais des Conservateurs, est particulièrement significative, transmettant les sources littéraires sur les sculptures décorant les maisons des personnages les plus en vue. Dans la maison d'un intellectuel ou d'une personne aspirant à le devenir, il ne pouvait pas manquer de bibliothèques, décorées de portraits d'hommes de lettres grecs et latins célèbres. Dans le programme décoratif de cette résidence enfouie dans la verdure, les petits reliefs avec des scènes idylliques sont particulièrement indiqués, ainsi que l'exemple raffiné d'art néo-attique que représente fontaine en forme de corne à boire (rhytón) réalisée par le grec Pontios, qui a son pendant thématique immédiat dans le relief représentant des scènes dionysiaques dans le style hellénistique du IIe siècle av. J.-C., une duplication néo-attique de la donation votive chorégique pour Les Bacchantes d'Euripide créé par Kallimachos en 406-405 av. J.-C..
Le nombre d’œuvres d'art retrouvées à proximité des jardins témoigne des penchants artistiques de Mécène. Parmi ces œuvres on remarque plus particulièrement la statue dite de Sénèque mourant, un relief avec des Ménades dansantes inspiré des modèles grecs de la fin du Ve siècle av. J.-C., la tête d'une amazone, copie d'un modèle grec du Ve siècle av. J.-C., la statue de Marsyas ou encore la statue d'un chien en marbre vert. Unz grande partie de ces œuvres sont aujourd'hui conservées aux musées du Capitole dans des salles dédiées du palais des Conservateurs.
Beaucoup de ces statues ont été réduites en fragments et réutilisées comme matériau de construction dans les murs de l'Antiquité tardive, selon une coutume bien établie à Rome - en particulier sur la colline de l'Esquilin. Le groupe du Quadrige de l'Esquilin, une œuvre du début de l'époque impériale créée dans le style du Ve siècle av. J.-C., ainsi que la statue de Marsyas, sont des exemples d'une récupération réussie reconstituée avec des fragments trouvés dans la même zone.
La présence de statues féminines identifiables comme des muses, reflètent la réputation de Mécène en tant que protecteur des arts et des artistes, alors que la statue en marbre égyptien vert, représentant un chien de garde, est sans doute un exemple d'objet de collection raffiné.

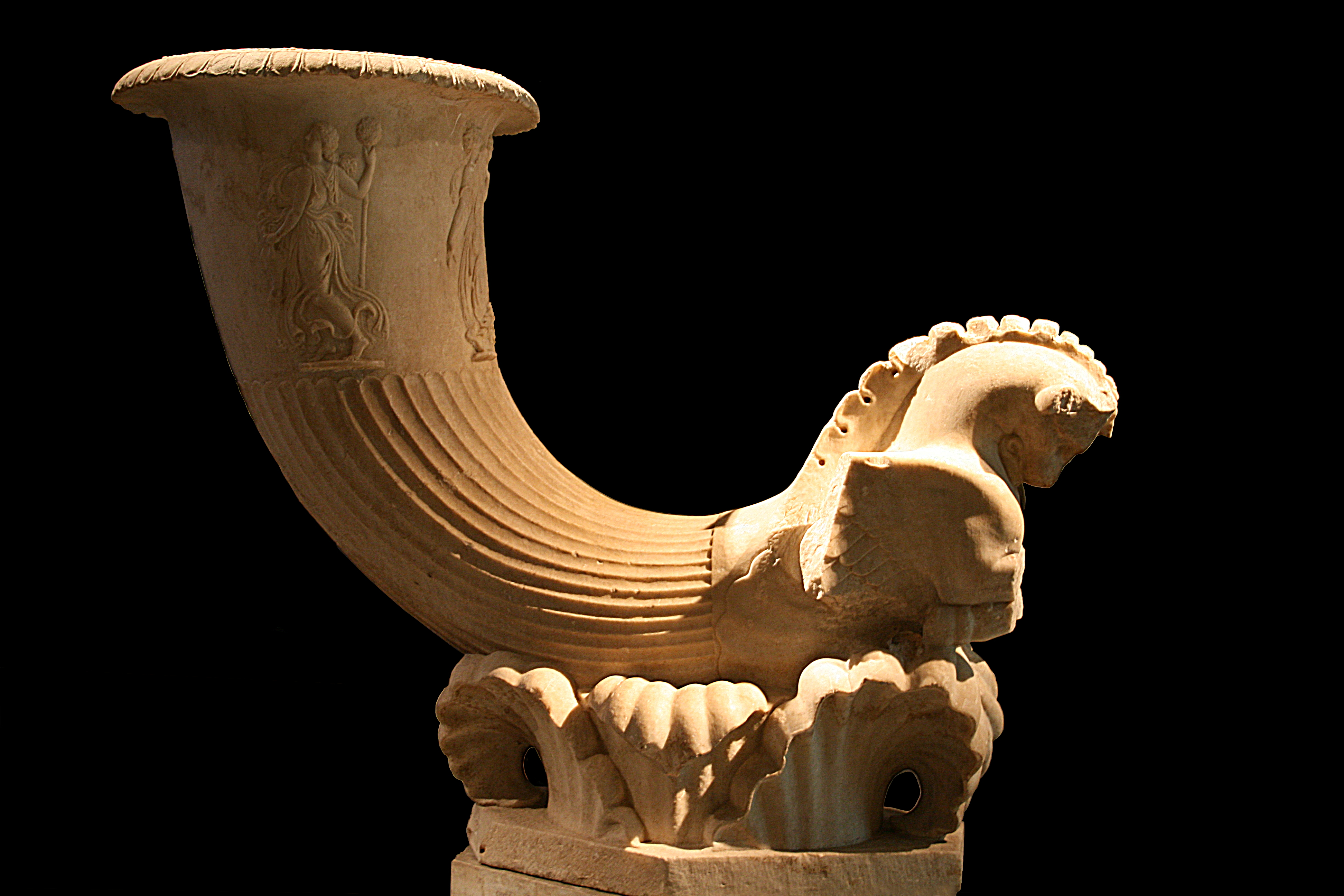
Fontaine en forme de corne à boire (rhytón) signée par Pontios, musée du Capitole.
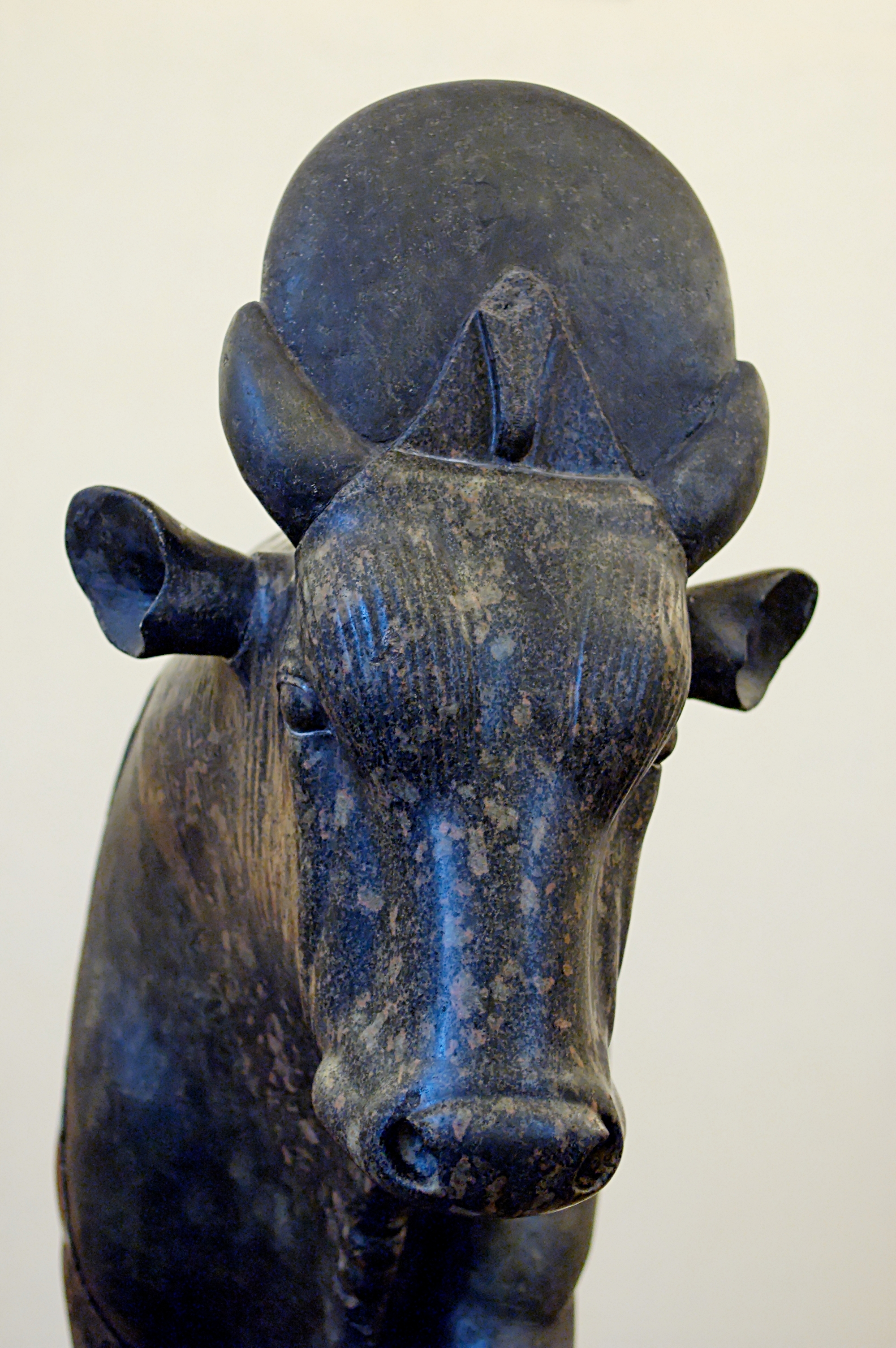
Buste égyptien en granodiorite du Taureau d'Apis du IIe siècle av. J.-C., trouvé en 1886, Palazzo Altemps.
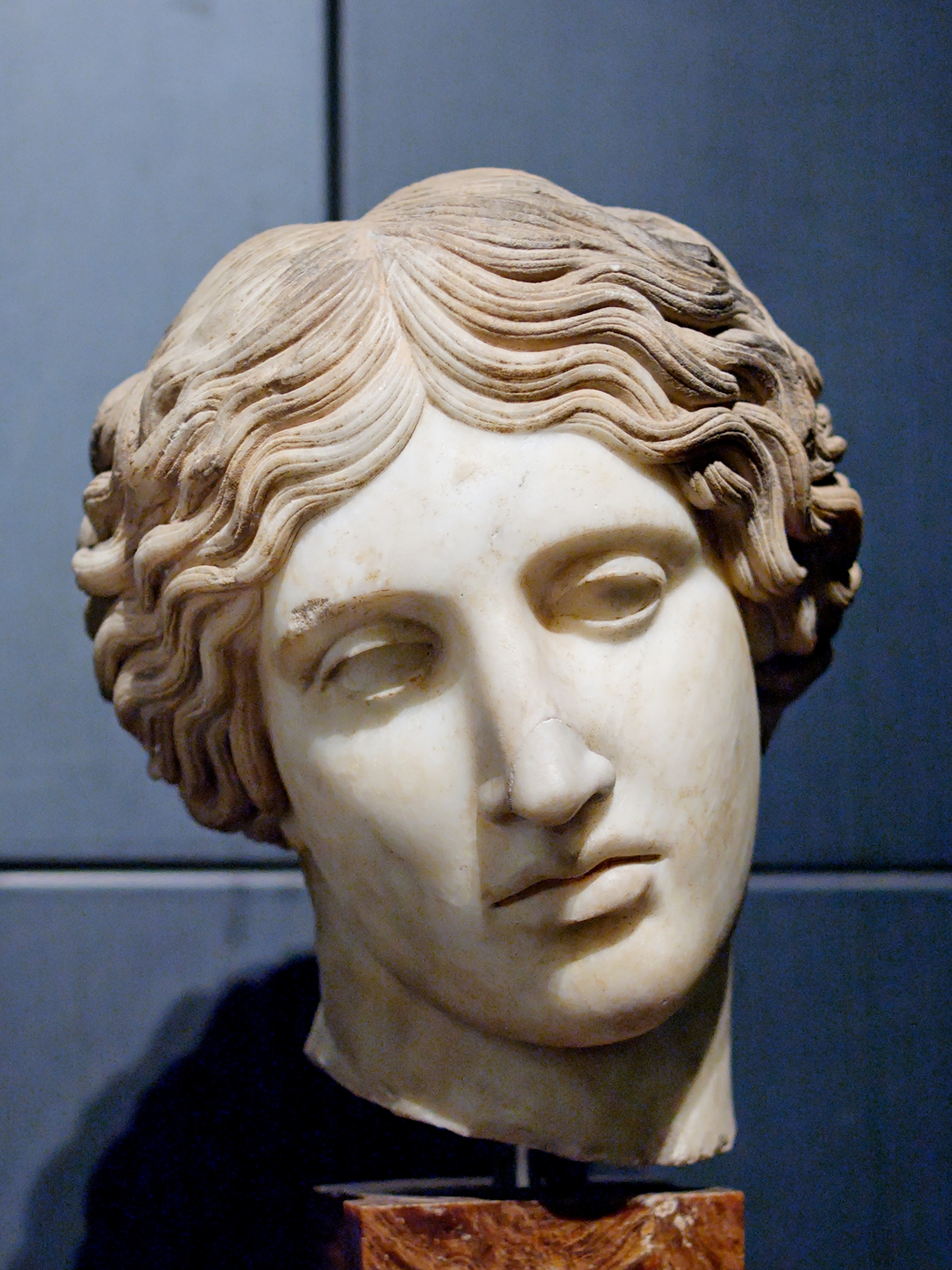
Tête d'une Amazone trouvée en 1874, copie romaine de l'original grec du Ve siècle av. J.-C., musée du Capitole.
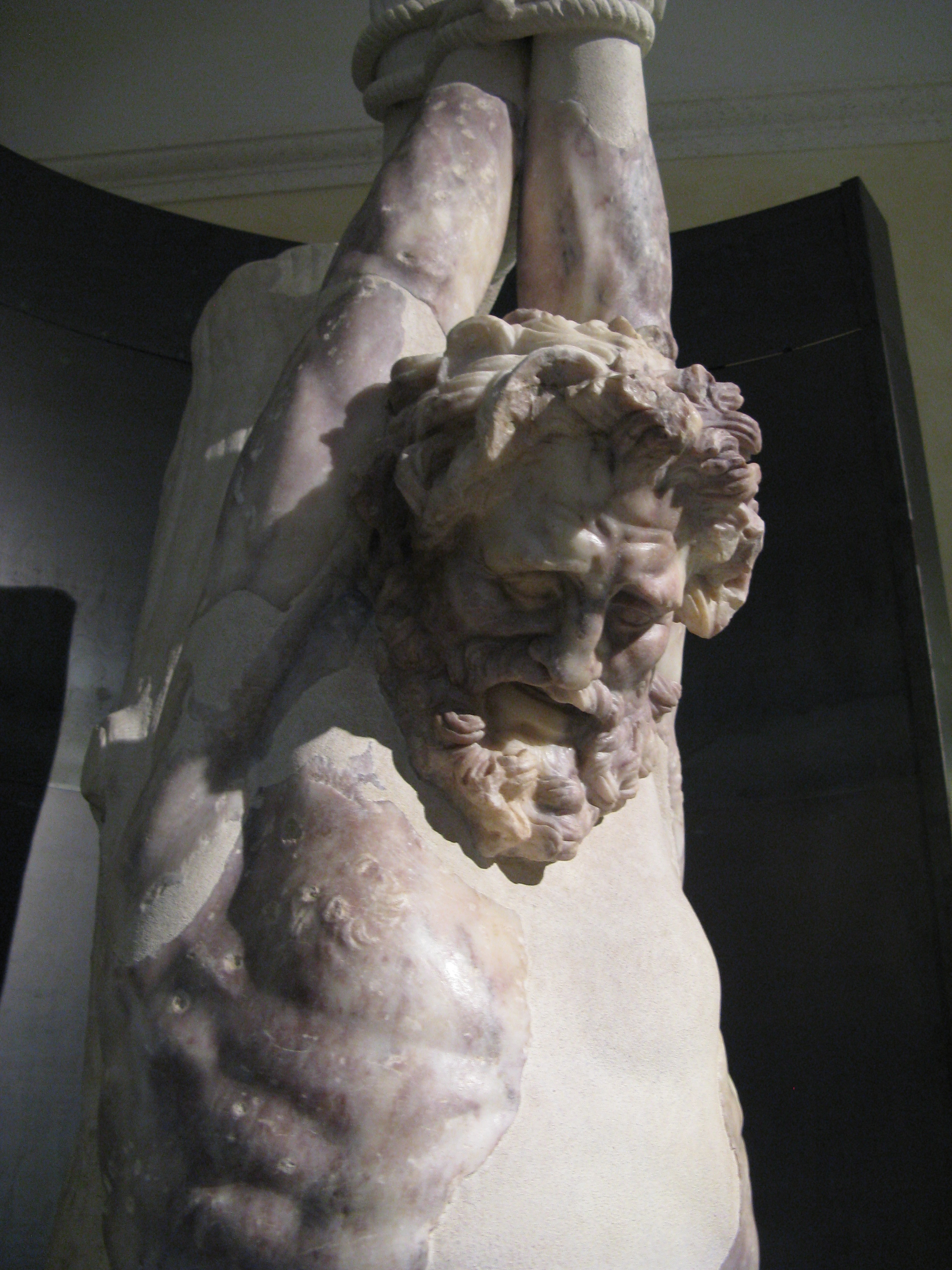
Statue de marbre de Marsyas au supplice, copie romaine d'un original grec du IIe siècle av. J.-C., musée du Capitole.